# پارک ملی ارورا مموریال
پارک ملی ارورا مموریال (به لاتین: Aurora Memorial National Park) یک پارک ملی در فیلیپین است که در سنترال لوزون واقع شده‌است.